# Apoballis belophylla
Apoballis belophylla är en kallaväxtart som först beskrevs av Cornelis Rugier Willem Karel van Alderwerelt van Rosenburgh, och fick sitt nu gällande namn av S.Y.Wong och Peter Charles Boyce. Apoballis belophylla ingår i släktet Apoballis och familjen kallaväxter. Inga underarter finns listade.